# Melanocetus johnsonii
Melanocetus johnsonii är en fiskart som beskrevs av Günther, 1864. Melanocetus johnsonii ingår i släktet Melanocetus, och familjen Melanocetidae. Inga underarter finns listade i Catalogue of Life.
M. johnsonii har ett fångstredskap i pannan för att locka sina byten. Det är ett exempel på mimikry som kallas Peckhams mimikry, eller aggressiv mimikry.

### Fotnoter
1. 1 2 3 4 5 6 7 8 9 10  Bertelsen, E. (1990) Melanocetidae., p. 492-493. In J.C. Quero, J.C. Hureau, C. Karrer, A. Post and L. Saldanha (eds.) Check-list of the fishes of the eastern tropical Atlantic (CLOFETA). JNICT, Lisbon; SEI, Paris; and UNESCO, Paris. Vol. 1.
2. 1 2 3  Pietsch, T.W. (1986) Melanocetidae., p. 375-376. In M.M. Smith and P.C. Heemstra (eds.) Smiths' sea fishes. Springer-Verlag, Berlin.
3. ↑  Anderson, M.E. and R.W. Leslie (2001) Review of the deep-sea anglerfishes (Lophiiformes: Ceratioidei) of southern Africa., Ichthyological Bulletin of the J.L.B. Smith Institute of Ichthyology 70:30 p.
4. 1 2  Bisby F.A., Roskov Y.R., Orrell T.M., Nicolson D., Paglinawan L.E., Bailly N., Kirk P.M., Bourgoin T., Baillargeon G., Ouvrard D. (red.) (25 februari 2011). ”Species 2000 & ITIS Catalogue of Life: 2011 Annual Checklist.”. Species 2000: Reading, UK. http://www.catalogueoflife.org/annual-checklist/2011/search/all/key/melanocetus+johnsonii/match/1. Läst 24 september 2012.
5. ↑  FishBase. Froese R. & Pauly D. (eds), 2011-06-14
6. ↑  Pasteur 1982, s. 169-199.